# Чантон Пиперри
«Чантон Пиперри» (баск. Chanton Piperri, в современной орфографии Txanton Piperri) — опера Буэнавентуры Сапирайна, впервые поставленная в 1899 году. Получила известность как первая опера на баскском языке. Фактически является первой баскской исторической оперой, однако известны сарсуэлы на баскском языке, относящиеся к более раннему времени.

## История
Либретто оперы написал Торибио Альсага. Оно было впервые напечатано в Лейпциге. В отличие от «Амайи» и значительного количества других баскских опер, либретто «Чантона Пиперри» изначально написано на баскском языке, а не переведено с испанского.
Премьера состоялась 6 января 1899 года в Католическом центре Сан-Себастьяна. 12, 15 и 18 апреля представления состоялись в Главном театре Сан-Себастьяна. 27 мая того же года опера была показана в Бильбао.
Оперу также исполняли в Витории, Памплоне и Байонне. После 1920 года постановки стали значительно реже. Последняя постановка оперы относится к 1984 году.
В 2012 году ария «Euskal herriko semeak gera» (с баск. — «Мы сыны Страны Басков») была выбрана гимном сборной Страны Басков по футболу. Текст подвергся адаптации, что сделало его пригодным и для мужской, и для женской сборной.

## Сюжет
Действие происходит в XV веке. Вооружённый конфликт, ставший темой оперы, в конце XIX века воспринимался как явный намёк на карлистские войны с отсылками к девизу Сабино Араны «Бог и фуэрос». Опера призывает басков к политическому единству, и при этом в ней нет противопоставления басков и других народов.

## Действующие лица
| Роль                                | Голос   |
| ----------------------------------- | ------- |
| Мартин де Ласкано                   | баритон |
| Чантон Пиперри, воспитанник Ласкано | тенор   |
| Маричо, дочь Ласкано                | сопрано |
| Педро де Берастеги                  | бас     |
| Мигель де Лисаррета                 | тенор   |
| Бальда                              | тенор   |
| Лойола                              | баритон |

## Критика
Франсиско Гаскуэ отмечал, что «Чантон Пиперри» отличается эклектичностью и не имеет выраженного индивидуального характера.
По мнению Натали Морель Боротра, «Чантон Пиперри» испытал значительное влияние оперы «Гугеноты»: исторический сюжет, женский хор во втором акте, народный танец и интермедия религиозного содержания в третьем. Подобную форму в конце XIX века она расценивает как анахронизм, отмечая, что опера имела большой успех, несмотря на это.

## В культуре
Стихотворение Антонио Арсака «Посвящение Чантону Пиперри» было опубликовано в журнале «Euskal-Erria» 25 мая 1933 года.

### Комментарии
1. ↑  В первой публикации либретто — Берастиги.